# Carolina Iglesias Mosquera
Carolina Iglesias Mosquera (Oleiros, 8 d'agost de 1993), també coneguda com a Percebes y Grelos, és una còmica, guionista i youtuber gallega. El 2021 fou reconeguda amb el Premi Marcela y Elisa pel seu treball a favor dels drets LGTBI+, sent la persona més jove a rebre aquest guardó.

## Trajectòria
Es va traslladar a Madrid per a dedicar-se als monòlegs i estudiar Llengua i literatura espanyola en la Universitat Complutense de Madrid (UCM), encara que no va arribar a graduar-se. Paral·lelament als seus estudis universitaris, s'ha format a l'Escola Superior de Comèdia (EOC), a la companyia teatral Jamming i a Factoría del Guión.
Iglesias, ha estat la còmica més jove a gravar un monòleg per al programa ‘Open Mic’ de Paramount Comedy en 2012 quan tenia 18 anys. Ha actuat en diversos locals de Madrid, entre els quals destaca la seva primera actuació, a la sala Galileo Galilei, per a la I Gal·la Solidària de Còmics per Infància sense Fronteres. En 2014, Iglesias va publicar el relat “Amor de mierda” que es va incloure al llibre Vloggers Now! 3. Va dirigir i escriure el curtmetratge Sólo pienso en ti, protagonitzat per Berta Collado i que va ser el més vist de la seva categoria al Notodofilmfest. Va protagonitzar el curtmetratge Prólogo a una primera cita de Jorge López Anaya.
El 2017 va començar a co-presentar Yu: No te pierdas nada, un dels programes estrella de Los 40, i ha treballat en programas com Zapeando, Lo siguiente (el programa de Televisión Española presentat per Raquel Sánchez Silva), a Operación Triunfo, Hora yutuber o Youtubers Live. També protagonitzà al Palacio de la Prensa un espectacle teatral sobre la nostàlgia de los vintanyers anomenat 'Que vuelva Fotolog' amb la també youtuber Esty Quesada (Soy una pringada).
El 18 de setembre de 2019 comença a publicar en el seu compte de Youtube #UnaCañaCon, un espai patrocinat per Mahou en el qual entrevista artistes del panorama actual.
En 2019, Iglesias va ser la conductora de la 17a edició dels Premis Mestre Mateo al costat de Camila Bossa, David Amor, Xúlio Abonjo i Fernando Epelde.
Des de maig de 2020 presenta Estirando el chicle, un podcast creat amb Victoria Martin (Living Postureo) que encara que va començar gravant-se des de les seves cases, va fitxar per Podium Podcast en la seva segona temporada. Des del seu llançament, en ple confinament estricte (març-maig) provocats per la pandèmia de COVID-19, es va convertir en un dels podcast independents més escoltats d'Espanya. En aquest mateix any va estrenar a YouTube al costat de Victoria Martín Válidas, una webserie sobre dues còmiques passant un mal moment i que decideixen fer-se passar per parella per a aconseguir èxit social. Iglesias i Martín la van escriure i van protagonitzar.
En 2021, Carolina Iglesias va començar a col·laborar en el programa Tarde lo que tarde, de Radio Nacional de España, en una secció de comèdia setmanal al costat d'Henar Álvarez.

## Filmografia

### Programes
| Any            | Programa                   | Canal          | Notes          |
| -------------- | -------------------------- | -------------- | -------------- |
| 2017 - 2018    | El chat de OT              | La 1           | Presentadora   |
| 2018           | Lo siguiente               | La 1           | Col·laboradora |
| 2018           | Ilustres ignorantes        | Movistar+      | Invitada       |
| 2019           | Zapeando                   | laSexta        | Col·laboradora |
| 2019           | Problemas del primer mundo | Flooxer        | Col·laboradora |
| 2019           | Roast Battle               | Comedy Central | Monologuista   |
| 2020           | Roast a España             | Comedy Central | Monologuista   |
| 2022 - present | LOL: Si te ríes, pierdes   | Prime Video    | Presentadora   |

### Sèries
| Any  | Sèrie               | Canal               | Personatge     | Notes      |
| ---- | ------------------- | ------------------- | -------------- | ---------- |
| 2019 | Antes de perder     | Playz               | Yeniffer       | 1 episodi  |
| 2019 | Paquita Salas       | Netflix             | Amiga de Belén | 1 episodi  |
| 2019 | Dating Stories      | Badoo               | Irene          | 1 episodi  |
| 2020 | Válidas             | YouTube             | Carolina       | 5 episodis |
| 2021 | La reina del pueblo | Flooxer             | Noia missatge  | 1 episodi  |
| 2021 | Luimelia            | Atresplayer Premium | Carolina       | 1 episodi  |

### Podcast
| Any    | Programa            | Canal          | Notes           |
| ------ | ------------------- | -------------- | --------------- |
| 2020 - | Estirando el chicle | Podium Podcast | Co-Presentadora |

## Reconeixements
En 2009, va aconseguir el tercer premi de fotografia del V Concurs Xurxo Lobato de l'IES Monelos (La Corunya). Posteriorment, l'Associació per la Llibertat Afectiu Sexual de la Corunya (ALES) va atorgar a Iglesias el premi Marcela i Elisa de 2021, sent la persona més jove a rebre el guardó. Aquest guardó es concedeix anualment a una persona o entitat implicada en la defensa dels drets del col·lectiu LGTBI+.
L'octubre de 2021, el podcast Estirando el chicle d'Iglesias i Victoria Martín emès en Podium Podcast va rebre el Premi Ondas al Millor podcast o programa d'emissió digital. Aquest reconeixement va ser concedit ex aequo al podcast Deforme semanal ideal total de Radio Primavera Sound dirigit, produït i conduït per Lucía Lijtmaer i Isa Calderón.

## Obra
- 2018 – El amor, qué movida. Ediciones Hidroavión. ISBN 978-84-948935-4-4.[21]